# Doble Aliança

La Doble Aliança el 1914, Alemanya en blau i l'Imperi Austrohongarès en vermell.

La Doble Aliança fou una aliança formada el 1879 entre l'Imperi Alemany i l'Imperi Austrohongarès, constituí el primer dels acords internacionals signats per Bismarck durant la seva etapa de pacificació quant a política exterior (segon sistema bismarckià).
L'aliança es va formar després que la Lliga dels Tres Emperadors va començar a deteriorar-se com a resultat de la insatisfacció de Rússia amb els resultats del Congrés de Berlín de 1878, que establia les bases de l'ordenament dels Balcans després de la guerra russoturca de 1877-1878 i atorgava a Imperi Austrohongarès un predomini polític sobre les restes del poderós Imperi Otomà a la regió balcànica. El 1882, Itàlia s'adherí al pacte, formant-se llavors l'anomenada Triple Aliança. L'objectiu d'ambdues aliances era l'aïllament diplomàtic de França per aconseguir la pau a Europa.